# 真昼の月〜MOON AT MID DAY〜
「真昼の月〜MOON AT MID DAY〜」（まひるのつき　ムーン・アット・ミッド・デイ）は、日本のヘヴィメタルバンド・聖飢魔IIの小教典曲（シングル）。B.D.2年（1997年）6月21日に発布された。作詞はデーモン小暮、ルーク篁、作曲はルーク篁、編曲は松崎雄一、聖飢魔II。

## 概要
本小教典は大教典「NEWS」からの先行発布である。

## 収録曲
1. 真昼の月〜MOON AT MID DAY〜
2. SANCTUARY
3. 真昼の月（オリジナル・カラオケ）